# Adidas Jabulani
Adidas Jabulani er den officielle fodbold for VM i fodbold 2010. Bolden er fremstillet af Adidas og blev fremvist første gang i Kapstaden, Sydafrika den 4. december 2009. Jabulani betyder "fejring" på zulu. 
Bolden blev også brugt som bold i Vm for klubhold, FIFA Club World Cup 2009 i De forenede arabiske emirater. En speciel version af bolden, Jabulani Angola, blev brugt i Africa Cup of Nations 2010. 